# Bnei Herzlia
Bnei Herzlia (hebräisch בני הרצליה, deutsch Söhne von Herzlia, von 2002 bis 2013 Bnei haScharon) ist ein israelischer Basketballverein aus Herzlia. Der Verein spielt in der höchsten israelischen Basketball-Liga, der Ligat ha′Al.

## Geschichte
Durch die Fusion der beiden Vereine Maccabi Raʿanana und Bnei Herzlia wurde der Verein 2002 als Bnei haScharon gegründet. Seit der Saison 2002/03 spielt der Klub in der Ligat ha’Al. In den ersten beiden Jahren spielte man vorne mit, wurde Dritter und Fünfter. Die folgenden Spielzeiten verliefen schlechter, dafür erreichte man aber 2005, 2007 und 2010 das israelische Pokalfinale, was jeweils verloren wurde.
2008 nahm Bnei haScharon am Eurocup teil und schied in der ersten Gruppenphase aus. Zur Saison 2013/14 kehrte man zur früheren Bezeichnung Bnei Herzlia zurück, erreichte aber auf dem elften und vorletzten Platz nur knapp den Klassenerhalt.

## Halle
Der Verein trägt seine Heimspiele in der 1.800 Plätze umfassenden HaYovel Herzlia aus.

## Erfolge
- 3× Israelischer Vize-Pokalsieger

## Bekannte ehemalige Spieler
| - Guy Pnini 2003–2006 - Meir Tapiro 2003/04, 2007–2009 - Anthony Grundy 2004/05 - Lee Nailon 2006/07, 2010/11 - Ndudi Ebi 2007/08, 2013/14 | - P. J. Tucker 2010 - / Dan Grunfeld 2010/11, seit 2013 - Ekpe Udoh 2011 - Stanley Burrell seit 2014 |